# 蔡顺梅
蔡顺梅（1955年2月1日—），馬來西亞華裔女性政治人物，前马来西亚沙巴州斗湖沙巴进步党籍马来西亚下议院议员。後來蔡顺梅出任馬來西亞婆羅洲經貿促進協會主席。